# Giải Hòa bình Khổng Tử
Giải Hòa bình Khổng Tử (giản thể: 孔子和平奖; phồn thể: 孔子和平獎; bính âm: Kǒngzǐ Hépíngjiǎng) là một giải được thành lập ở Trung Quốc theo đề nghị bởi doanh nhân Liu Zhiqin vào ngày 17 tháng 11 năm 2010. Chủ tịch Ủy ban (không phải là một tổ chức của chính phủ nhưng "cộng tác chặt chẽ với Bộ Văn hóa" của Trung Quốc) cho biết giải thưởng xuất hiện để cổ vũ cho hòa bình thế giới theo quan điểm của phương Đông và đặc biệt là hòa bình Khổng Tử. Người trúng giải sẽ nhận được tiền mặt là ¥100,000 RMB (US$15,000). Mặc dù có tuyên bố vào tháng 9 năm 2011 là giải sẽ không được phát nữa, Trung tâm nghiên cứu hòa bình quốc tế Trung Quốc đã phát giải này cho Vladimir Putin vào tháng 11 năm 2011 và cho Kofi Annan và Viên Long Bình 2012. cho Fidel Castro 2014 và Robert Mugabe 2015. Chính phủ Trung Quốc cho biết không có liên hệ gì cả với giải này. Tuy nhiên, Orville Schell, một chuyên gia về Trung Quốc, nói, không có một tổ chức Trung Quốc nào dám mượn tên của Khổng tử để phát một giải thưởng nếu không có sự đồng ý Của Bắc Kinh.